# 1964년 브라질 쿠데타
1964년 브라질 쿠데타(브라질 포르투갈어: Golpe de Estado no Brasil em 1964)는 1964년 3월 31일 움베르투 지 알렝카르 카스텔루 브랑쿠 친 브랑쿠파 브라질 군인들이 브라질 정부를 상대로 일으킨 군사 쿠데타이다.
주앙 굴라르는 민주적으로 선출된 브라질 노동당 자니오 꽈드로스 정부의 부통령이었는데, 1961년 쿠아드로스가 사임하자 대통령직을 승계했다. 골라르트 행정부는 각종 개혁들을 추진했고, 브라질에 대한 미국과 서구권 국가의 영향력을 반대했다. 이에 불만을 품은 군내 극우파 움베르투 지 알렝카르 카스텔루 브랑쿠는 미국의 지원으로 군사 쿠데타를 일으켰다. 집권한 군부는 주앙 굴라르를 해임하고 반공주의를 내세워 공산당을 탄압하며, 독재적 권력을 쥐었다. 이렇게 군사독재를 펼치던 브라질 군부는 1985년에 붕괴하였다.

## 쿠데타
움베르투 지 알렝카르 카스텔루 브랑쿠를 중심으로 한 미국과 내통한 극우 성향의 군인들이 쿠데타를 비롯한 각종 계획했다. 2009년에 브라질 국무부에 밝혀진 바에 따르면 쿠데타에는 미국이 깊이 관여했고, 그들을 군사적으로 지원했다.
쿠데타에 가담한 군인들을 주셀리누 쿠비체크의 주앙 굴라르의 비동맹주의 정책과 의회주의 정책에 큰 반발을 가진 것으로 파악되었다. 그들은 제국주의와 반공주의를 신봉한 군인들이었으며, 그들은 파시스트 단체인 브라질 통합주의 행동의 회원이거나 지지자였다.
쿠데타가 발생하면서 주앙 굴라르는 실각되었고, 움베르투 지 알렝카르 카스텔루 브랑쿠가 이끄는 극우 군사독재정권이 세워졌다. 극우 군사독재정권 시대에 미국의 정치적, 경제적 간섭은 극심해졌고, 극우 군사독재정권이 추진한 신자유주의 정책들은 심각한 경제 부도를 초래했다.
브라질 군사독재정권은 미국의 콘도르 작전과 각종 전쟁등을 지원하면서 국제적으로 거대한 비판을 받았다. 브라질 군사독재정권은 미국과 함께 1960대부터 1980년대까지 지속적으로 발생한 라틴아메리카에서 발생한 극우 쿠데타의 배후로 밝혀졌다.

## 같이 보기
- 콘도르 작전